# サウスサスカチュワン川
サウスサスカチュワン川（サウスサスカチュワンがわ、英語：South Saskatchewan River）は、カナダを流れる河川であり、サスカチュワン川の支流の1つである。

## 流路

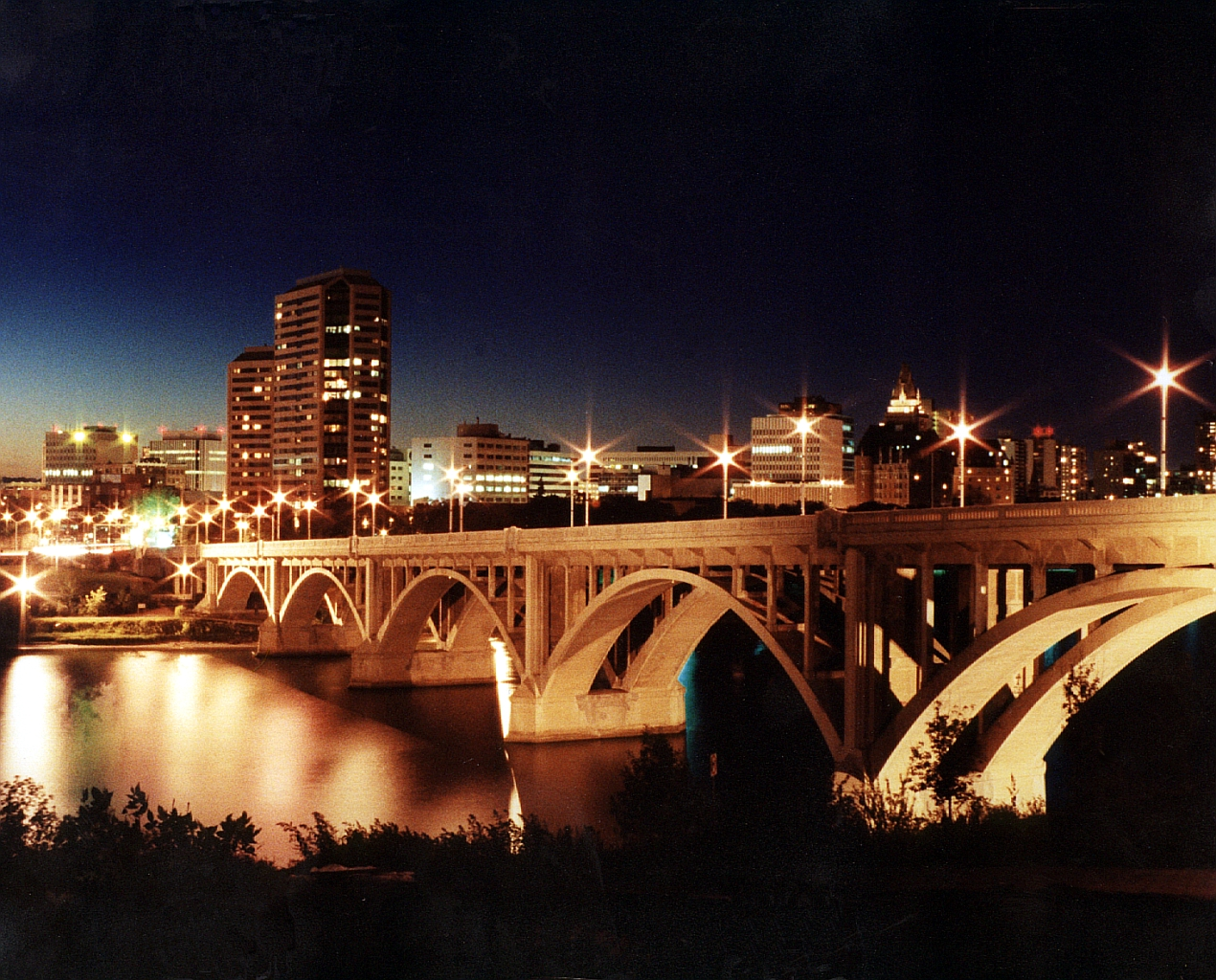
ブロードウェイブリッジの夜景（サスカトゥーン市街）

アルバータ州のグラッシーレイクと言う集落の近くでボウ川とオールドマン川が合流した場所が、サウスサスカチュワン川の起点である。ここから東に流れてメディシンハットを経由しガーディナーダム、カペル川ダムにより作られるディーフェンベーカー湖へ注ぐ。そこからは向きを北に転じサスカトゥーンを流れプリンス・アルバートの東でノースサスカチュワン川と合流してサスカチュワン川となる。